# Co-Ma
Co-Ma s.r.l. (acronimo per Cortesi e Mauri - Lavorazione Materie Termoplastiche S.r.l.) è stata un'azienda italiana che produceva apparati elettronici, giocattoli per bambini e materiali plastici, con sede a Milano. È adesso un marchio, acquisito nel 1989 da altra azienda, ed inutilizzato. Il suo logo era la stilizzazione frontale del Duomo di Milano, sovrastante la scritta Co-Ma in carattere stampatello.

## Storia

### Gli anni cinquanta e la riconversione
L'azienda nasce nel 1950 da un'idea di due ingegneri, Cortesi e Mauri (che dalle prime due lettere dei rispettivi cognomi, Cortesi - Mauri, decidono di estrarre - quale acronimo - il nome aziendale), per lo stampaggio di materie plastiche, soprattutto confezioni per farmaceutici e articoli di cancelleria. La ricerca fa sì che nel 1951 l'azienda brevetta un nuovo prodotto termoplastico a base di resine sintetiche denominato Poliglas.  La sede legale viene ubicata in via Ariberto 20, mentre lo stabilimento, il deposito vengono installati in una serie di capannoni corrispondenti all'allora nr. 12 di via Ettore Ponti, nel quartiere de la Barona, a Milano, che, progressivamente ampliati, accoglieranno dagli anni sessanta anche la sede legale.
Già all'inizio del decennio, però, si fa strada l'idea di utilizzare la tecnologia acquisita per inserirsi nel settore dei giocattoli, potendoli progettare, stampare e distribuire senza bisogno di fornitori esterni. Ecco come quello ludico diviene il core business dell'azienda. Nel 1959 - anche se poi non sarà utilizzato, promuovendo l'azienda i prodotti a proprio nome - viene depositato il marchio Intertoys, per contraddistinugere la produzione di giocattoli in materia plastica, nell'intenzione di differenziare tale attività da quella dello stampaggio conto terzi, presto poi abbandonata.
La produzione è quella dei giocattoli classici per bambini, adeguati e sostituiti nel tempo per seguire le mode dei diversi periodi. I soldatini (prima in bachelite e, successivamente, in plastica), astronauti ed esseri marziani definiti "seleniti", molto in voga nei fumetti e romanzi di fantascienza fra gli anni 50 e gli anni 60, sono i primi prodotti. Negli anni 50 e 60 verranno registrati innumerevoli modelli ornamentali (quali - fra i primi - nel 1953, quello di una pistola giocattolo di aspetto avveniristico) e modelli di utilità (nel 1958 quello di un cinematismo per l'animazione di parti espressive e foniche di giocattoli riproducenti animali,  e la riproduzione di mobili di arredamento)

### Gli anni sessanta
La Co-Ma, in linea con le aziende straniere, propose nel 1963 anche prezzi prefabbricati assemblabili per casette (la serie verrà registrata con il marchio Edilmec) da plastico, scala 1:87 in scatola di montaggio HO, per un totale di 19 modelli in catalogo, che diverranno 22 l'anno successivo, con il lancio di 14 aeroplani in scatola di montaggio (serie che verrà registrata con il marchio Aermec). Per rendere maggiormente appetibile il prodotto, vennero finalizzati accordi mirati per l'uso sui giocattoli di marchi d'impresa noti del mondo reale (quali l'accordo con Esso per la Stazione di Servizio A3113) e con produttori di colle (quali la Policement) per inserire nelle confezioni tutto il necessario all'assemblaggio. I prodotti - dopo un primo periodo in cui erano imbustati - vennero poi inscatolati. 
Per gli aerei, contratti di licenza per l'uso del marchio vennero stilati con i rappresentanti italiani di produttori e compagnie (si ricordano, fra i tanti: il Convair 880 della Delta Air Lines, art. 4005, il Fokker F27 della Aer Lingus - Irish Aerlines,art. 4010 il Boeing 707 della Pan American, art. 4002 il Lockheed Electra, art. 4011). La peculiarità consisteva nel fatto che gli aerei, ed altri giocattoli, venivano proposti in diverse scale. 
Nel corso del decennio, venne anche creata la serie Mobilmec, mobilia in miniatura.
A queste produzioni, si associò poi quella di giocattoli maggiormente complessi, quali navi da guerra, pistole a propulsione elastica ed aria compressa, nonché ad acqua, automobiline, strumenti musicali per bambini e giocattoli da tavolo. Si cerca di allargare l'utenza anche verso la parte bassa, della prima infanzia, con giocattoli da traino; negli anni sessanta i giocattoli della Co-Ma vengono venduti anche dalla Rinascente, che li inserisce nel proprio catalogo.

### Gli anni settanta
Negli anni settanta, proseguì la produzione del decennio precedente, aggiungendo giocattoli semplificati per la primissima infanzia (da 2 a 6 anni) e giochi trainabili (è il caso della coccinella e della targruga). Ad imitazioni di altre aziende, si pensò alla creazione di elettrodomestici e oggetti da cucina in miniatura (frullatori in plastica, bilancia da negozio, barbecue con meccanismo di emulazione del rumore della griglia) e di oggetti da bagno (set trucco per bambina) nonché di altri elettrodomestici (telefono giocattolo, registratore di cassa in un kit denominato bilik-shop). Si aggiunsero poi altresì oggetti da intrattenimento (quali il biliardino-flipper da tavolo denominato Junior), e varie altre gru ed oggetti da cantiere (camion, cisterne, betoniere, gru, etc...) elettrici e filoguidati. Vennero prodotte anche le sorprese inserite nel detersivo "Tide" , in base ad un accordo stipulato con la Walt Disney. Alla fine del decennio, nei giocattoli per i bambini venne inserita maggiore meccanica ed elettronica: è il caso del registratore di cassa a schede (686) e del telefono starlite. Muta il logo aziendale: sparisce il bozzetto del duomo di Milano e la scritta Co-Ma assume caratteri di fantasia. Viene inserito lo slogan "crea per divertire". Anche i materiali vengono aggiornati, con l'utilizzo di ABS.

### Gli anni ottanta e la chiusura
Negli anni ottanta, al pari di altre aziende del settore, la Co-Ma cercò di contrastare la crisi legata al mutamento delle mode ed all'invasione dei giocattoli orientali, terminando la produzione di giochi obsoleti e lanciando nuovi prodotti: gli autosnodati speedy, un forno giocattolo a "microonde", gommoni, navi da crociera, automobili da Formula 1. Vennero confermati ed ampliati i contratti con multinazionali quali la Esso per le stazioni di servizio giocattolo, e la Walt Disney per produrre su licenza sceneggiature e camper, oltre a personaggi della casa americana quali Topolino e Zio Paperone. Continuò la produzione, sempre più differenziata, di gru, attrezzi e mezzi da lavoro, utensili da cucina giocattolo, fino a prodotti più complessi e funzionanti quali aspirapolvere con motore e forni con resistenze.  Il decennio si chiuse però in una situazione di recessione irreversibile, che convinse il management della Co-Ma a cedere azienda e marchio alla Cavallino Giocattoli. La sede si spostò quindi in via Europa 4/12 a Cenate di Sotto (Bergamo), lasciando temporaneamente a Milano solo parte della produzione.
Già nel 1990 il catalogo Co-Ma non venne più prodotto come pubblicazione a sé stante; la Cavallino cedette infatti la distribuzione ad un'azienda terza, cosicché i prodotti della Co-Ma finirono all'interno dell'annuario pubblicato dalla distributrice Fantastiko Giocattoli, e furono stoccati a Legnano, in via Copernico 21, assieme a tutti gli altri marchi inseriti nel proprio catalogo : giochi solo distribuiti, oltre a giocattoli di aziende oramai in fase di liquidazione o del tutto private della parte produttiva. Si trovano infatti accoppiati prodotti Biemme, Bontempi, Bburago, Clementoni, Edison Giocattoli, Lego, Lima, MB, Peg Perego, Quercetti, oltre a quelli della Cavallino.
Negli anni successivi il marchio Co-Ma viene progressivamente accantonato, e non più utilizzato. L'attività presso i capannoni di Milano - già cessata negli anni novanta - ha permesso di abbandonare le strutture che, demolite nei primi anni del 2000 per una lottizzazione residenziale, hanno lasciato spazio ad una serie di edifici residenziali.